# Isoleucin
Isoleucin (förkortas Ile eller I) är en av de 20 aminosyrorna som är byggstenar i proteiner. Den tillhör gruppen neutrala, hydrofoba, opolära aminosyror och är en av de essentiella aminosyrorna som kroppen inte själv kan tillverka, utan måste tillföras genom födan.
I den genetiska koden kodas isoleucin av tre kodon: AUU, AUC och AUA.

## Metabolism
Isoleucin är en av de tre grenade aminosyror (BCAA) vars egenskaper bland annat kan främja muskelproteinsyntesen. Denna effekt är dock som störst då isoleucin tas tillsammans med de övriga grenade aminosyrorna (leucin och valin), snarare än då isoleucin tas som ett isolerat kosttillskott.

### Metaboliska sjukdomar
Nedbrytningen av isoleucin är nedsatt vid följande metabola sjukdomar:
- kombinerad malon- och metylmalonsyrauri (CMAMMA)
- maple syrup urine disease (MSUD)
- metylmalonsyrauri
- propionsyrauri

## Vorkommen
Mat med rikligt isoleucin: ägg, kyckling, fläsk, sojabönor, keso, mjölk, cashewnötter och sädeskorn.